# Phyllodrepa clavigera
Phyllodrepa clavigera är en skalbaggsart som beskrevs av Luze 1906. Phyllodrepa clavigera ingår i släktet Phyllodrepa, och familjen kortvingar. Enligt den svenska rödlistan är arten nära hotad i Sverige. Arten förekommer i Götaland, Svealand, Nedre Norrland och Övre Norrland. Artens livsmiljö är skogslandskap.